# Ayrton Costa
Ayrton Enrique Costa (Quilmes, 12 juli 1999) is een Argentijns voetballer die bij voorkeur als linksback speelt. Hij tekende in 2024 voor Antwerp FC.

## Clubcarrière
Costa werd vernoemd naar Ayrton Senna. Hij speelde in de jeugd bij CA Independiente en brak daar in 2020 door. In 2022 werd hij uitgeleend aan reeksgenoot CA Platense. Op 2 juli 2024 tekende Costa een vierjairg contract bij Antwerp FC, dat 2,3 miljoen euro betaalde voor de linksachter.